# 1960 en rugby à XV
Cette page présente les faits marquants de l'année 1960 en rugby à XV : les principales compétitions et évènements liés au rugby à XV et rugby à sept ainsi que les naissances et décès de grandes personnalités de ce sport.

## Événements

### Avril
- Le Tournoi des Cinq Nations 1960 voit la victoire conjointe de la France et de l'Angleterre avec trois victoires et un match nul concédé entre elles à Paris sur un score de 3 à 3.
  - Article détaillé : Tournoi des Cinq Nations 1960.

### Récapitulatifs des principaux vainqueurs de compétitions 1959-1960
- 22 mai : le FC Lourdes devient champion de France en battant en finale, au Stadium de Toulouse, l'AS Béziers sur le score de 14 à 11[1].

### Décembre
- L'équipe d'Afrique du Sud remporte les deux premières rencontres d'un Grand Chelem (quatre victoires en quatre matchs) lors de sa tournée en Grande-Bretagne et en Irlande en 1960-1961. 
  - 3 décembre : victoire 3 à 0 contre le pays de Galles à Cardiff
  - 17 décembre : victoire 8 à 3 contre l'équipe d'Irlande à Dublin